# Lakeville (Ohio)
Lakeville è una comunità non incorporata situata nel nord-est del distretto di Washington e nella Contea di Holmes, negli Stati Uniti d'America,.
Dispone di un ufficio postale avente CAP 44638..
Si trova lungo la State Route 226, ad ovest del lago Odell e a sud di Bonnett e dei Round Lakes.